# Francisco de Laval

Escudo de armas de Monseñor de Laval.

Francisco de Montmorency-Laval (30 de abril de 1623 Montigny-sur-Avre, Francia- 6 de mayo de 1708, Quebec, Nueva Francia) fue el primer obispo y prelado católico de Quebec, fundador del Seminario de Quebec. Obtuvo diversos nombramientos clericales y, fue Gobernador General de la Nueva Francia de forma provisional en dos ocasiones, en 1663 y en 1682.También conocido como Monseñor de Laval. Fue declarado Santo de la Iglesia católica por el papa Francisco mediante canonización equivalente el 3 de abril de 2014.

## Biografía
San Francisco de Montmorency-Laval nació el 30 de abril de 1623 en Montigny-sur-Avre, Francia, como miembro de la Casa de Montmorency. Hijo de Hugues de Montmorency-Laval-Montigny, Señor de Montigny, de Montbaudry, de Alaincourt y de Revercourt, y de Michelle Péricard de Saint-Etienne. Perteneciendo Francisco a la alta nobleza francesa, ambos padres estaban emparentados con el rey y la corte. Su padre fue descendiente de Mathieu II de Montmorency, llamado "El Grande", Señor y Barón de Montmorency, Primer Barón Cristiano, Primer Barón de Francia y Condestable de Francia.
Firmó siempre sus registros y documentos como “Francisco de Laval” demostrando pertenencia a la rama menor de la Segunda Casa de Montmorency-Laval: los Laval-Montigny.
Durante su adolescencia, Francisco de Laval asistió al colegio jesuita de La Flèche, recientemente instaurado por el rey Enrique IV de Francia. Laval fue ordenado como sacerdote el primero de mayo de 1647.

## En la Nueva Francia
El 11 de abril de 1658 el papa Alejandro VII estableció Nueva Francia como vicariato apostólico y el 8 de diciembre de 1658, recibió el nombramiento del primer vicario apostólico de la Nueva Francia con jurisdicción sobre todas las colonias francesas en América del Norte, hasta Misisipi y Luisiana siendo consagrado como obispo titular de Petra en la abadía de Saint-Germain-des-Prés en París, arribando a Quebec el 16 de junio de 1659. En el tiempo de Laval, el actual Quebec llevaba el nombre topónimo de Canadá constituyendo una región de la Nueva Francia.
Tuvo que organizar el vicariato apostólico, que no tenía catedral, ni residencia episcopal, ni ingresos, ni parroquias, ni seminario. 
Fundó la comunidad clerical del seminario de Quebec el 26 de marzo de 1663 sentando los fundamentos del Gran Seminario de Quebec. En 1664 la primera parroquia, a la que siguieron otras once en 1678. En 1668 emplazó una residencia vocacional para futuros sacerdotes, el Seminario Menor de Quebec, el cual después de la conquista inglesa, llegó a ser en 1765 un colegio privado de educación secundaria.
Para él, era de vital importancia la evangelización de los Pueblos Originarios de su gran diócesis y la protección de los derechos de estos.

## El seminario de Quebec
El Seminario de Quebec es una comunidad de sacerdotes diocesanos fundada por Francisco de Laval, fue la primera institución en formar escritores, pensadores, líderes políticos y religiosos muchos de los cuales lucharían por los derechos del país después de la conquista inglesa. Después de 1760, las parroquias seguían todavía en pie, agrupadas alrededor de su pastor, como había enseñado el obispo de Quebec. 

## Universidad Laval
En 1852 el Seminario de Quebec obtuvo de la reina Victoria un Acta Real en la que se le reconoció como universidad. Fue así como nació la Universidad Laval, con el objetivo principal de dotar a los francófonos con una educación y enseñanza de calidad. Clases de teología, medicina, derecho y arte son impartidas por los sacerdotes, los cuales lograron que se fundara un campus en Montreal (futura Universidad de Montreal) así como la ciudad universitaria de Quebec entre los años 1950 a 1960.

## El primer Obispo de Canadá
En 1674, fue instituida la diócesis de Quebec y Laval llegó a ser su primer obispo. Al ser Quebec la primera provincia de Canadá, Laval llegó a ser por consiguiente el primer obispo de Canadá.
Laval recorría su vasta diócesis en canoa, a pie o en raquetas para nieve, abarcando desde las riberas del río San Lorenzo y Acadia y hasta Luisiana (que era posesión francesa en ese tiempo) visitando a la gente en sus hogares y prestando particular atención a la protección de los Pueblos Aborígenes. Los indígenas Hurones, con quienes él fue muy cercano, lo llamaban Hariaouagui «el hombre indispensable para la salvación».
El obispo constató los efectos desastrosos de la bebida entre los indígenas dado el alto consumo de alcohol. Estas bebidas alcohólicas eran importadas de Francia y les eran dadas a cambio de pieles. Monseñor de Laval se opuso llegando al punto de excomulgar a los cristianos que seguían este comercio. Él debió enfrentar la ira de los notables e incluso de algunos gobernadores. Esta lucha contra la venta de bebidas alcohólicas destiladas se extendió por veinte años hasta que en 1679, el monseñor de Laval obtuvo del rey Luis XIV la prohibición de la venta de alcohol a los nativos.
En dos ocasiones, Laval fungió como Gobernador Provisional de la Nueva Francia; en 1663 del 23 de julio al 15 de agosto y en 1682 del 9 de mayo al 9 de octubre.

## Honores
En 1685 Francisco de Laval dimitió de su puesto de obispo de Quebec y posteriormente con el permiso de Luis XIV terminó sus días en la Nueva Francia. Se retiró al Seminario de Quebec donde se puso al servicio del nuevo obispo, Jean-Baptiste de La Croix de Chevrières de Saint-Vallier quien le sucedió en 1688.
Francisco de Laval murió en Quebec el 6 de mayo de 1708, y fue inhumado en la basílica Notre-Dame de Quebec. En 1878, su cuerpo fue exhumado y transportado a una cripta en la capilla del Seminario de Quebec; y en 1950 nuevamente transportado a la capilla exterior del Seminario donde sus restos fueron colocados bajo una efigie de mármol blanco. La desacralización de esta efigie en 1993 provoca que los restos de Laval fueran transportados a la Catedral y colocados en una capilla funeraria donde permanecen bajo una efigie de bronce de la que sobresale una reproducción en granito de un antiguo mapa de la Nueva Francia.
En 1980 Francisco de Laval fue beatificado por el papa Juan Pablo II. El 3 de abril de 2014, el papa Francisco lo inscribió el libro de los santos por medio de canonización equivalente.